# Valerie Malone
Valerie Malone, spillet af Tiffani-Amber Thiessen, er en fiktiv karakter i tv-serien Beverly Hills 90210. Hun dukker op i seriens 5. sæson. Valeries kælenavn gennem serien er Val. 
Valeries familie var naboer til familien Walsh hjemme i Minnesota. Brenda, Brandon og Valerie voksede op sammen. Der har i mange år været problemer i Malone-familien, mest i det skjulte, indtil Valeries far bliver fundet død på deres badeværelse. Det skulle forestille et selvmord med et skud gennem hovedet, og efterfølgende så familiens problemer dagens lys. Dette førte til, at Valerie flyttede til Beverly Hills for at bo hos Walsherne. 

## 5. sæson (1994-95)
Valerie kom ind i gruppen som den naive, men sjove, unge kvinde, men den første episode ender med, at man ser Valerie sidde på Brendas gamle soveværelse og rulle en joint og snakke i telefon med en ven (det viser sig senere at være Ginger) hjemme fra Buffalo og diskutere mulighederne for at få noget sammen med Steve, mens hun siger "Han virker lidt dum ... men jeg vil vædde med, at han har nogle gode kreditkort". Alt imens hun prøver at narre gruppen til at tro, at hun er mere uskyldig, end hun egentlig er.
Valerie begynder hurtigt at få flere romantiske forhold, hvilket fører til mange situationer, fordi de mandlige medlemmer af gruppen hurtigt bliver tiltrukket af hende. Det starter med, at Valerie dater Steve, mens hun går i seng med Dylan. Trods det besvær det giver hende, ville Valerie nødigt virke som den der starter Dylans selvdestruktive affærd, der kommer frem, efter at han er blevet udelukket fra sin formue. 
Kelly opdager Valeries fortsættende affære med Dylan, mens hun dater Steve, og mens de andre medlemmer giver Valerie en chance til, fortsætter Kelly og Valerie som ærkefjender gennem hele serien, bortset fra Valeries sidste episode, hvor de er loyale over for hinanden og nogle sjældne episoder imellem, blandt andet under en jubilæumsfest på West Beverly High i 8. sæson, hvor Valerie forsvarer Kelly over for en tidligere højtrangede elev, der havde været grov over for Kelly, hvorefter Val smider et glas champagne i hovedet på ham. 
Valerie assisterede ved redningen af Dylans yngre søster, Erica, som var blevet taget med ud af landet af det par der frarøverede Dylan hans penge. Med Dylans penge sikkert tilbage får  Valerie et pænt beløb som tak, som hun bruger til at købe Peach Pit After Dark, en klub som tidligere var åbnet bag Peach Pit med Dylans hjælp og derefter solgt til Steves far, Rush. Valeries status i gruppen tog en drejning, da David og Clare finder ud af, at hun har været i seng med Ray, men de fortæller det ikke til Donna, da Donna allerede godt vidste, hvordan Valerie virkede på Ray, og at Valerie ikke var Donnas (eller nogens) ven.

## 6. sæson (1995-96)
Valerie starter 6. sæson på et skråplan: PPAD (Peach Pit After Dark) var blevet en af de succesfulde natklubber i L.A., men ingen i gruppen gider snakke med hende, og hun er faktisk klar til at flytte hjem til Buffalo, men bliver, da Brandon beder hende blive, da hun er hans eneste familie tilbage i området. Valerie og hendes bedste ven Ginger skabte en situation, hvor forskellige genstande var blevet stjålet og fik det til at se ud, som om det var Ray der havde stjålet dem, indtil Valerie "buster" Ginger for det og igen bliver accepteret af gruppen. Valerie møder senere en professor, der chikanerede hende seksuelt, og som nægtede at hjælpe hende i fortiden, men Brandon og Susan skrev en historie om det og tvang professoren til at undskylde og betale Valerie en erstatning. Valerie begynder derefter at have et seriøst forhold til David, som hun blev meget tæt med, da hans mor prøvede at begå selvmord. Forholdet mellem dem blev hurtigt seriøst og blev det mest stabile og faste af Valeries forhold. De slår først op, da Ginger vender tilbage til byen og prøver at afpresse Valerie ved at kræve enten 50.000$ eller en nat med David. Valerie prøver at bruge sin fortid med David og forsøger at få ham til at gå i seng med Ginger. David slår efterfølgende op med Valerie, da hun beder ham om dette. 
Lige efter begynder Valerie at få et forhold til Kellys ekskæreste Colin, der er afhængig af stoffer. Parret kendte hinanden, før de mødtes i Beverly Hills, hvor Valerie var lun på Colin. Da Colin bliver arresteret for at være i besiddelse af kokain efter en biljagt, tilbyder Valerie advokaten After Dark som pant. Colin forsvandt efterfølgende og satte Valeries klub på spil. Valerie henter senere hjælp fra en FBI-agent, som hjælper med at opspore Colin. Han bliver senere fanget og overgivet til politiet af Brandon og Steve, efter at de havde jagtet ham nede på havnen i 6. sæsons slutning.

## 7. sæson (1996-97)
Hun var meget glad for penge, ofte så hun penge som den vigtigste faktor i et forhold. Hun havde en affære med en revisor og lod, som om hun var gravid for at kunne narre penge fra ham. Brandon tvang hende efterfølgende til vælge enten at give pengene tilbage eller forlade Walsh-huset for altid, hvor hun vælger det første.  
Hun går tilbage til forretningsverdenen sammen med David, der under sin maniske depression tilbyder at købe halvdelen af After Dark og tage hende (sammen med Steve og Clare) med til Las Vegas. Hun får senere skældud af Donna for ikke at tage sig ordentligt af David, der havde overvejet et romantisk forhold til hende under sin depression. David og Valerie beslutter sig for at indgå i et partnerskab over PPAD. Valeries tidligere kæreste kommer senere til byen og går i seng med hende, inden Kelly begynder at komme sammen med ham og igen bliver ærkefjende med Valerie. Men Kelly beslutter senere at afslutte forholdet af andre årsager, og kæresten hjælper Valerie, da hun endelig fortæller sin mor, Abby, hvorfor hendes far skød sig selv.
Val kontaktede Kellys udstødte far for at skabe et forretningsmæssigt forhold til ham og samtidig irritere Kelly med hendes forfærdelige forhold til sin far. Men planen gav bagslag, da forretningsmanden der skulle stå for hendes penge, snyder hende og stikker af med alle pengene, lige efter at hun vill have David til at købe hendes andel af klubben. Lige efter dette beslutter Valeries mor, at hun ikke vil deltage i deres CUs dimission, og Brandon fortæller, at han gerne vil have, at hun flytter ud, for Kelly skal flytte ind hos ham, og de ville bare blive endnu mere uvenner.
En meget trist Valerie kører ud til en klippe for at begå selvmord, men lige før hun springer, kommer Brandon og redder hende efter at have læst hendes afskedsbrev, som han havde fundet på hendes seng. Valerie får lov til at flytte ind i Walsh-huset igen, og Kelly lader fortid være fortid en tid, selvom Kelly er sikker på, at Valerie kun opførte sig som hun gjorde, for at få Brandons sympati.

## 8. sæson (1997-98)
Senere, efter begyndelsen på en mindre romance med den tilsyneladende fattige Noah, bliver hun sur over at finde ud af, at han er rig; det er ikke før, hun finder ud af, at han er rig, at deres forhold bliver seriøst. 
På et tidspunkt vågner Valerie op på en sofa og finder ud af, at hun er blevet drugged. Man finder ud af, at hun har været sammen med Noah den aften, men han nægter at have givet hende stoffer. Kemikalske prøver viser, at hun var påvirket af stoffet rohypnol, et date-rape-stof (a.k.a., en roofie), og gruppen bliver delt, da Brandon og David er de eneste der forsvarer hende, mens de andre mener, at hun godt vidste, hvad hun lavede og bare bruger retten til at få penge ud af Noah. Det bliver senere opdaget af den stofafhængige Donna, at det var Noahs bror, der havde puttet en pille i Valeries drink, men det var Noah der var sammen med hende. Noah melder sin bror til politiet og undskylder til Valerie for hans rolle i den ubehagelige oplevelse.
Valerie bliver genforenet med David en sidste gang efter at have hjulpet ham med at vinde Donna tilbage. De lod, som om de var sammen igen for at gøre Donna jaloux, men deres følelser for hinanden vælder op igen, og de finder sammen igen. De slår op igen, da Valerie nægter at donere sin knoglemarv til en døende børnemisbruger, hvor stoppede sine handlinger, fordi han var syg og svag til det, hvilket David synes er for koldhjertet til at acceptere. Valerie tilstår senere over for ham, at hun blev misbrugt af sin far, og at hun dræbte ham for det (hvor man egentlig troede, at det var selvmord).
Senere i serien bliver Valeries opførsel mere og mere hensynsløs. Efter at have slået op med David begynder hun at mødes og have ubeskyttet sex med en mand, som hun senere finder ud af er smittet med HIV, men ender heldigvis med en negativ prøve, da hun bliver testet for sygdommen. Senere i samme sæson går hun i seng med sin mors yngre forlovede (en politibetjent), som påstod at have en intens forbindelse med hende, og han har, ligesom Valerie, prøvet at slå et andet menneske ihjel.

## 9. sæson (1998-99)
Mens Noah kæmper med sin alkoholisme og også begynder at opføre sig dumdristigt, bliver Valerie igen overmandet af stress, da hendes næste store hemmelighed bliver afsløret; hendes far begik ikke selvmord, men var nærmere offer for mord. En yngre Valerie skød og dræbte sin far for at stoppe hans overgreb mod hende (i en tidligere episode fortalte Valeries daværende kæreste hendes mor om faderens overgreb, kæresten vil slå faderen ihjel, men får Valerie til at konfrontere ham, hvorefter Valerie giver ham indtil næste dag til at melde sig til politiet; det var på dette tidspunkt Valeries far begik selvmord). Fra da af i serien, overvejer Valerie selv at melde ham. Hun møder sin mor, Abby, i Californien for at kunne få noget moralsk støtte, men må opgive, da hendes mor nægter at hjælpe hende, og undskylder med, at det ville være for svært at spørge sin mand, om han havde "haft sex med vores datter". Abby fortæller også, til Valeries skræk og rædsel, at hun godt vidste det om faderens overgreb, men ikke gjorde noget, da han løj/sagde, at han ville stoppe og søge hjælp.  
Brandon er samtidig flyttet, og Valerie er overladt til den barske virkelighed; at Brandon var den eneste årsag til, at hun var med i gruppen. Abby finder ud af sandheden om Valeries selvforsvars-drab mod sin far og fortæller, at hun hverken vil melde hende til politiet eller tilgive hende, noget Valerie finder usselt, og deres genforening stopper. Valerie er flere gange tæt på at melde sig selv, men bliver hver gang overtalt til at lade være af David og Matt. Til sidst, da hun endnu engang prøver at melde sig selv, bliver hun stoppet af sin mor, der indrømmer, at det hele var hendes skyld, fordi hun var for skamfuld over det til at kunne gøre noget ved det, og tilgiver hende for mordet på hendes mand og tigger Valerie om at tilgive hende.
Det var under Thanksgiving, at Valerie indser, at Brandon er nøglen til hendes forhold til resten af gruppen, og nu hvor Brandon er væk, har hun ikke længere nogen til at dække over hendes fejl eller problemer med de andre i gruppen. Hendes strid med Kelly bliver værre, da Valerie inviterer til Thanksgiving i Walsh-huset, og mens hun pakker Brandons resterende ting, der skal sendes til Washington D.C., kommer Kelly med det brev, som Valerie skrev til Brandon; det blev skrevet under Brandon og Kellys forlovelse, og der stod, at Brandon ikke skulle gifte sig med Kelly (selvom det ikke er sikkert, at det var på grund af dette deres bryllup blev aflyst). Dette vender hurtigt gruppen imod hende, og Kelly kører hjem for at lave sin egen Thanksgiving-middag. En forstående David konfronterer Kelly og røber, at hemmeligheden bag Valeries opførsel er, at Valerie var offer for seksuelt misbrug som barn, og det førte til drab fra Valeries side. Kelly forsøger bagefter at blive gode venner med Val, men hun beder hende bare om at skride. Efterfølgende beholder Kelly hemmeligheden og holder Thanksgiving-middagen i Walsh-huset, for at Valerie ikke skal føle sig udenfor. Kelly tilbyder at hjælpe Valerie med at bære flytttekasser fra huset ud i bilen, så de kan blive sendt til Brandon i Washington. Det er her, at Valerie røber endnu en hemmelighed; kasserne tilhører ikke Brandon; de tilhører hende. De bliver genforenet, og efter middagen udbringer hun en skål for sine venner, takker dem for deres venskab og flytter derefter tilbage til sin mor. 

## 10. sæson (1999-00)
Valerie var ikke med i resten af serien, bortset fra sidste episode, hvor hun er ankommer i tide til at redde Donnas kedelige polterabend (Valeries bryllupsgave var en pakke kondomer). Hun afslører et billede af en nøgen mand med Davids ansigt og med et skudmål over hans penis, som Felice Martin (Donnas mor), rammer lige plet. Også i sidste episode kommer det frem, at Valerie har et seriøst forhold hjemme i Buffalo, og at hendes forhold til sin mor er blevet bedre, og at de nu går i terapi sammen. 